# Yuri Marusik
Yuri Mijáilovich Marusik (abreviado Marusik, en ruso: Юрий Михайлович Марусик) es un aracnólogo ruso.
En 1988, se diplomó en la Universidad Estatal de San Petersburgo, y trabajó en la Universidad de Magadan.
Es un especialista en las arañas de las regiones frías.

## Taxones nombrados en su honor
- Hilaira marusiki Eskov, 1987
- Diplocephalus marusiki Eskov, 1988
- Mughiphantes marusiki (Tanasevitch, 1988)
- Clubiona marusiki Mikhailov, 1990
- Yllenus marusiki Logunov, 1993
- Philodromus marusiki (Logunov, 1997)
- Micaria marusiki Zhang, Song & Zhu, 2001
- Stenaelurillus marusiki Logunov, 2001
- Aelurillus marusiki Azarkina, 2002
- Parasyrisca marusiki Kovblyuk, 2003
- Belisana marusiki Huber, 2005

## Algunos taxones descritos
| - Agyphantes - Aphileta centrasiatica - Arcterigone pilifrons - Carpathonesticus eriashvilii - Carpathonesticus mamajevae - Connithorax barbatus - Deltshevia danovi - Deltshevia gromovi - Deltshevia - Duninia baehrae - Duninia rheimsae - Duninia | - Enoplognatha monstrabilis - Ferchestina storozhenkoi - Hersiliola esyunini - Hersiliola foordi - Hersiliola lindbergi - Hersiliola sternbergsi - Opopaea botswana - Opopaea gabon - Ovtsharenkoia pallida - Spinestis nikita - Synaphris lehtineni - Synaphris orientalis |

## Publicaciones
- Marusik, Y. M., 1988 - New species of spiders (Aranei) from the upper Kolyma. Zool. Zh. vol.67(10), p.1469-1482
- Marusik, Y. M., Cutler, B., 1989 - Descriptions of the males of Dendryphantes czekanowskii PROSZYNSKI and Heliophanus baicalensis KULCZYNSKI (Araneae, Salticidae) from Sibiria. Acta Arachn. Tokyo vol.37(2), p.51-55
- Marusik, Y. M., Fritzén, N. R., Song, D., 2006 - On spiders (Aranei) collected in central Xinjiang, China. Arthropoda Selecta vol.15(3), p.259-278,
- Marusik, Y. M., Logunov, D. V., 2006 - On the spiders collected in Mongolia by Dr. Z. Kaszab during expeditions in 1966-1968 (Arachnida, Aranei (excluding Lycosidae)). Arthropoda Selecta vol.15(1), p.39-57
- Marusik, Y. M., Bocher, J., Koponen, S., 2006 - The collection of Greenland spiders (Aranei) kept in the Zoological Museum, University of Copenhagen. Arthropoda Selecta vol.15(1), p.59-80
- Logunov, D. V., Ballarin, F., Marusik, Y. M., 2011 - New faunistic records of the jumping and crab spiders of Karakoram, Pakistan (Aranei: Philodromidae, Salticidae and Thomisidae). Arthropoda Selecta vol.20(3), p.233-240

- Datos: Q2054910
- Especies: Yuri Michailovich Marusik